# Arroyo Wagner
El  arroyo Wagner es un afluente  del río Miami en la Florida que tiene su origen en el Acuífero de Biscayne  en lo que fue la pradera de Allapatah y cuyo recorrido lo lleva por los barrios de Allapatah, Spring Garden y Overtown. 

## Descripción
El afluente de 2.6 km de largo emerge justo al sur de la calle 20 del noroeste de la ciudad (NW) entre las avenidas 15 y 17, de allí  fluye al sureste en línea recta hacia la calle 15, dobla hacia el este pasando por el Centro Cívico, da una vuelta aguda hacia el sur por una cuadra a lo largo de la avenida 12 hasta la calle 14. De la calle 14 sigue otra vez en dirección sureste por debajo de la carretera SR836 y los pilones del metro hasta la calle 11. Al sur de la calle 11 se canaliza y recibe el nombre de Canal Seybold pasando por los barrios de Spring Garden al oeste y Overtown al este. De la calle 11, continúa al sureste (en línea recta) hasta la altura de la calle 8 y sigue sur por tres cuadras hasta desembocar en el Río Miami justo al eoste del puente de la  calle 5 y la avenida 7.

## Historia

### Primeros asentamientos
El área cerca de la desembocadura del riachuelo (ahora conocida como el Canal Seybold) fue asentada por primera vez alrededor de la década de 1840 por William English  quien estableció un molino de almidón de coontie. Una década después en los 1850, William Wagner y un socio restableció otro molino de coontie cerca del afluente que más tarde recibiría el nombre de Wagner. Luego en 1899, Henry Flagler estableció una compañía de agua cuando se descubrió una fuente de agua dulce (hoy día ocupa su lugar la compañía de Agua y Alcantarillados de Miami-Dade).

### El canal de Seybold
Alrededor del 1919, el industrialista John Seybold, oriundo de Stuttgard, Alemania, dragó el arroyo Wagner y construyó una cuenca de retorno, incitando a oficiales del área a rebautizarlo el Canal de Seybold en su honor. Además del canal, Seybold adquirido y dividió la parcela peninsular inmediatamente al sur de la calle 11 entre el río Miami y el canal para desarrollo privado, residencial, anunciándola como una de las mejores comunidades de Miami durante el burbuja inmobiliaria de la Florida de los años 20.

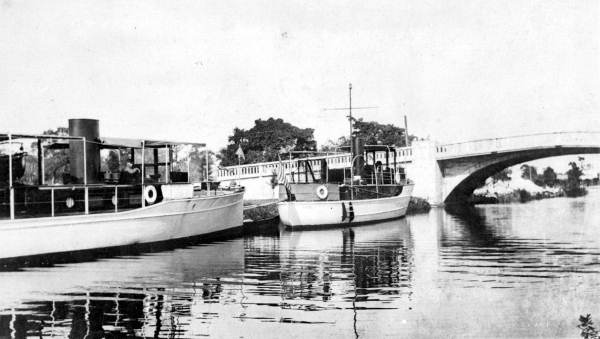
Yates de vapor amarrados en el canal de Seybold y el puente de la calle 7, década de 1920.
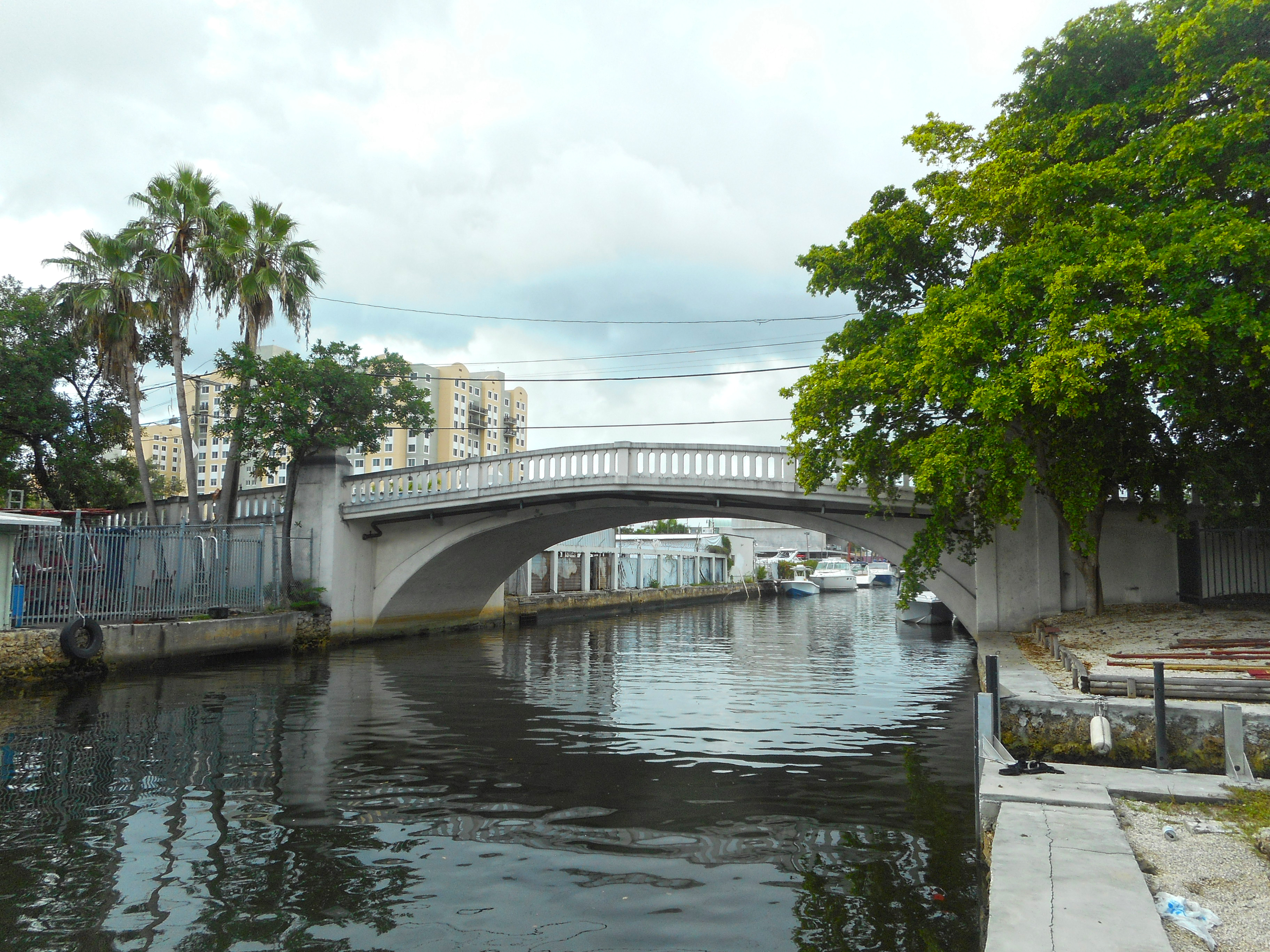
Puente de la Calle 7, julio de 2018
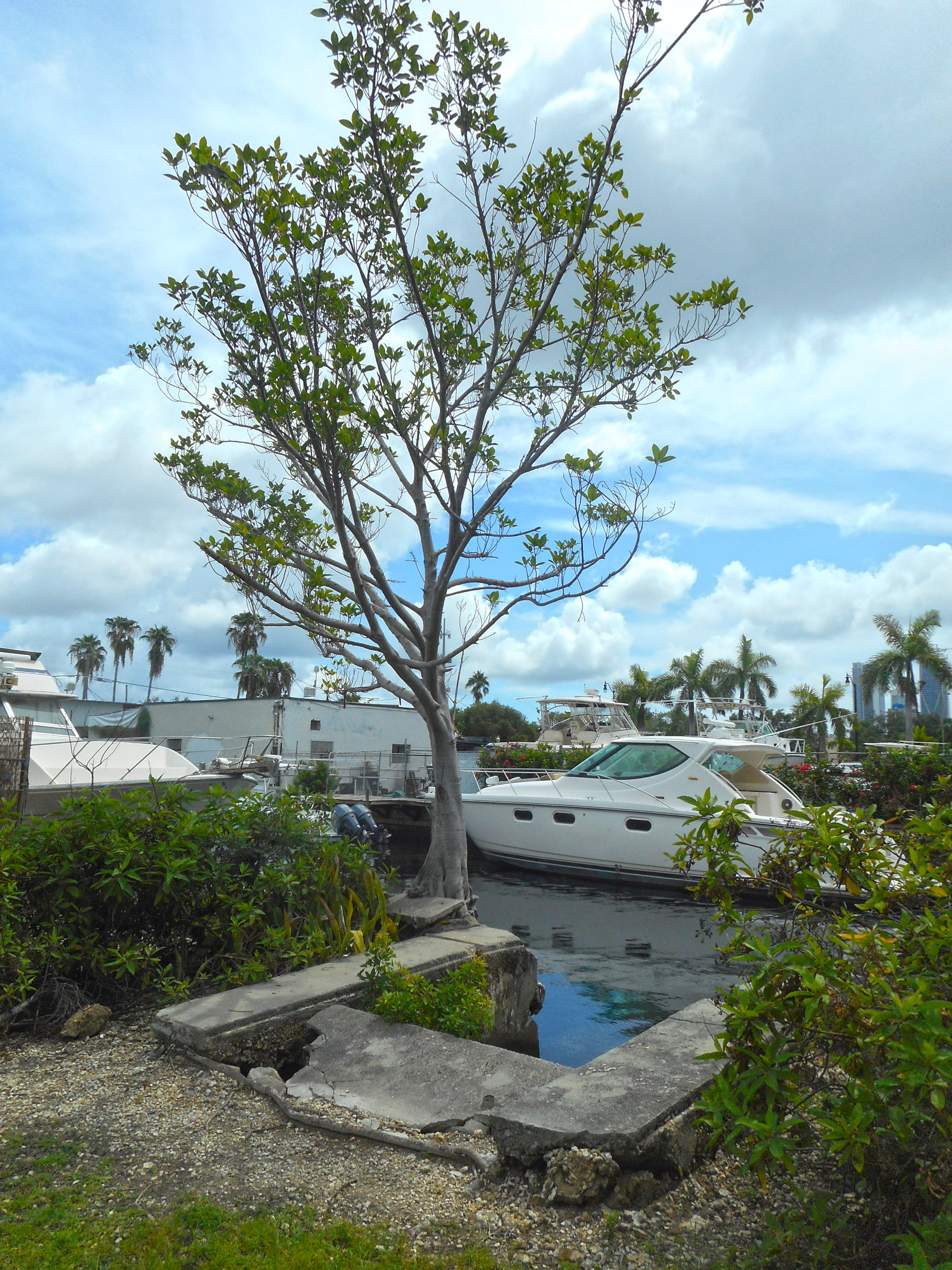
Escalinata hacia el canal (sitio de la casa de John Seybold)
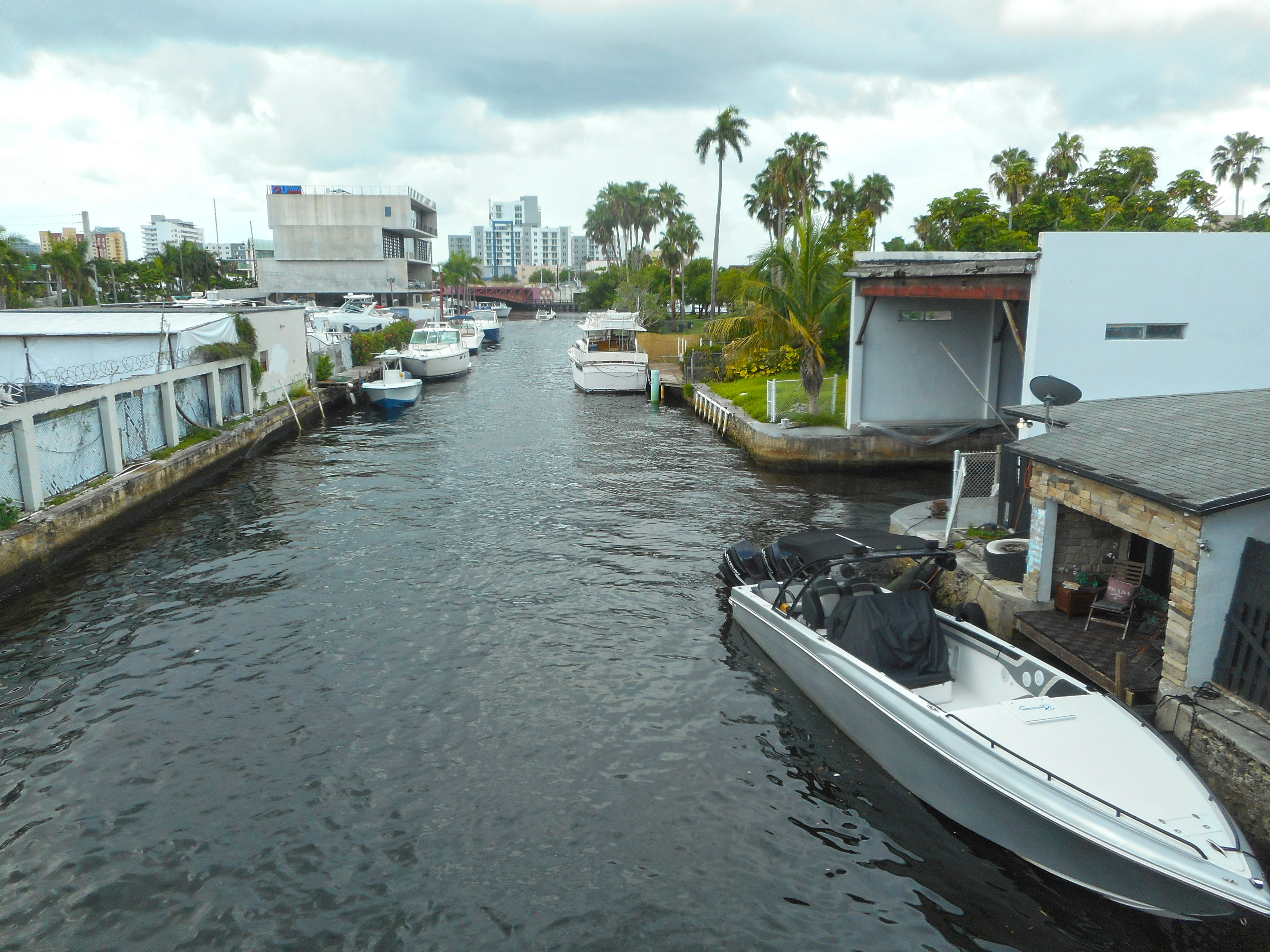
Río abajo
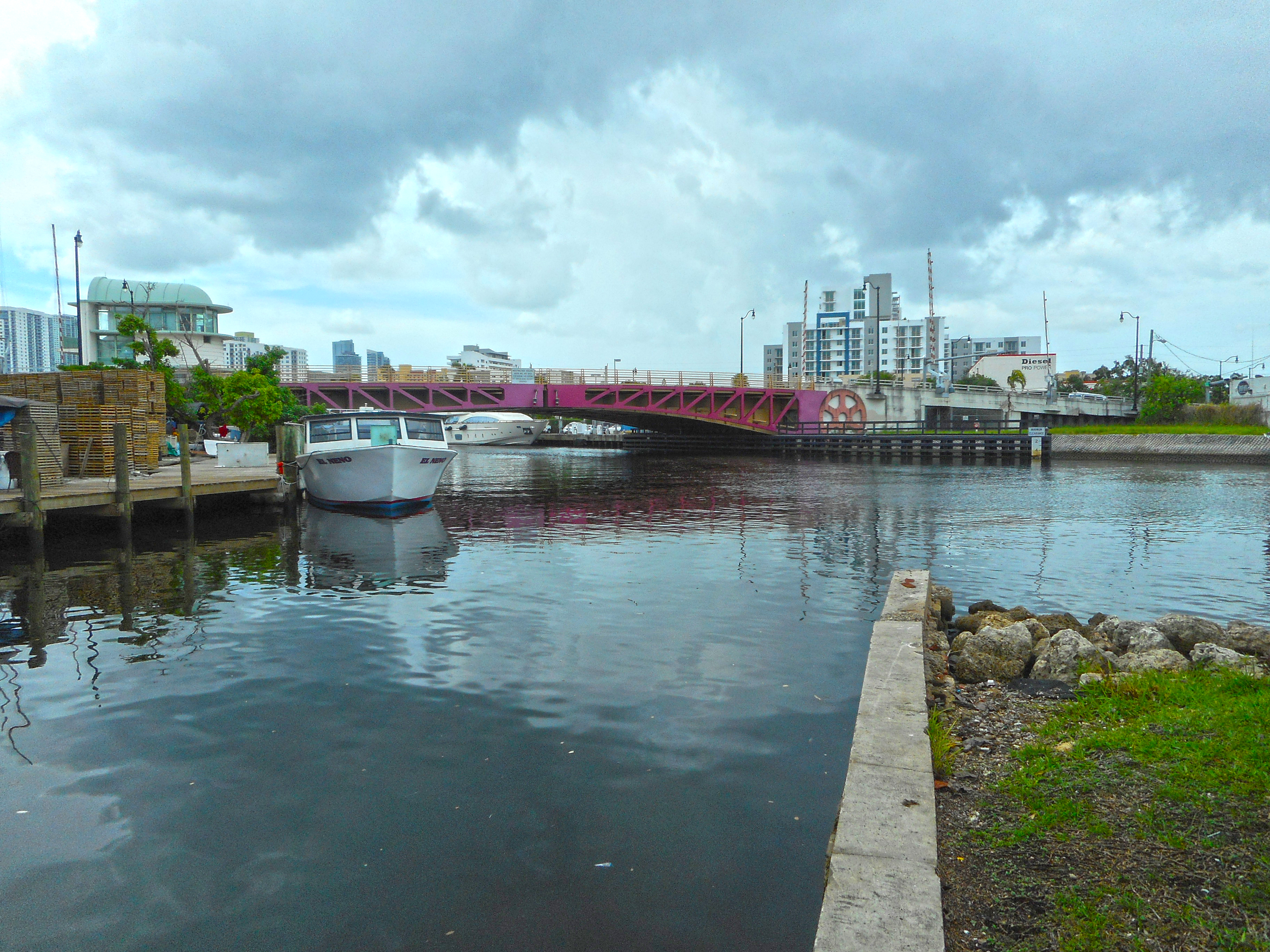
La boca del arroyo, el río Miami y el puente de la calle 5

### Negligencia y esfuerzos de restauración

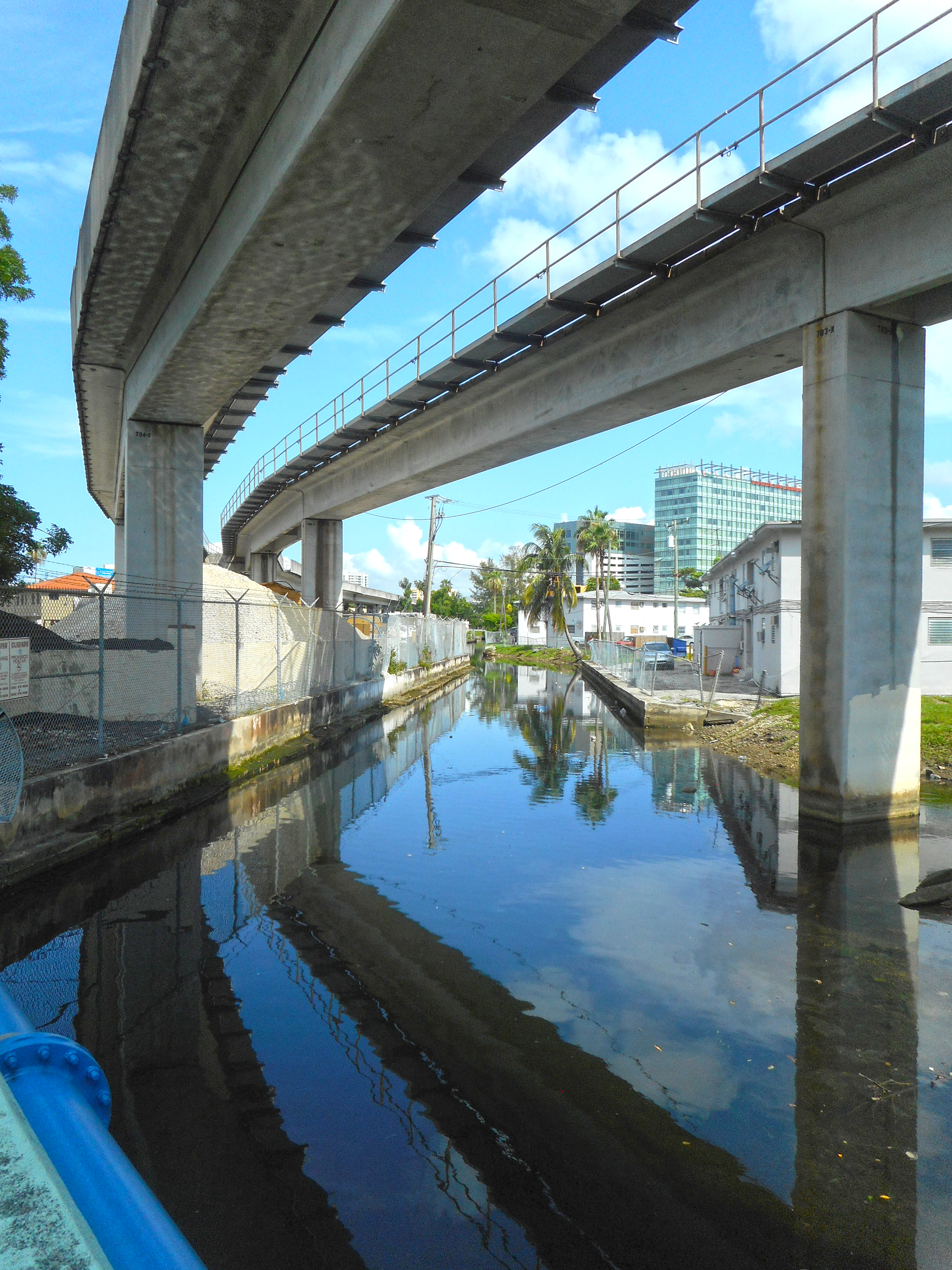
Vista del riachuelo debajo de los pilones del Metrorail desde el puente de la calle 11 del NW (río arriba, noroeste)

Debido a muchos años de negligencia, el arroyo Wagner y el Canal de Seybold se contaminaron altamente, hasta convertirse en la vía fluvial más contaminada de la Florida. Dejó de ser un riachuelo de agua dulce, para convertirse en un basurero para varios tipos de sustancias químicas, basura, materia fecal y aguas de lluvia del área circundante. En 2003, la Ciudad de Miami presentó una solicitud de mantenimiento y dragado del arroyo Wagner río arriba de la calle 11. Como parte del proceso de aprobación, se tomaron  muestras de sedimentos y agua del riachuelo y se sometieron a prueba. Los resultados mostraron que había un porcentaje alto de dioxinas, metales pesados y otro contaminants en el arroyo. Aun así, no se llevó a cabo ninguna otra  acción ya que el Cuerpo de Ingenieros del Ejército estaban en proceso de dragar el río Miami, lo cual tomó aproximadamente cinco años. Entre 2007 y 2009, la compañía CH2M HILL contratada por la ciudad, condujo más pruebas más que determinaron que se debería remover aproximadamente 61 toneladas de sedimentos contaminados.
Finalmente en febrero de 2015, la ciudad anunció que se había procurado $20 millones para la limpieza del arroyo. El 31 de julio de 2017, miembros de la Comisión de la Ciudad y la Comisión del Río de Miami  se reunieron para anunciar el inicio de las obras de restauración. La restauración, incluyendo la extracción de sedimentos, basura y rehabilitación, tomó sobre un año y acabó en mayo de 2018.